# Sàbat
El sàbat (en hebreu: שבת, xabat o xabbat. En ídix: שבת, xàbes) és el setè i últim dia de la setmana jueva en què els jueus practiquen el descans segons les lleis de Moisès. És la celebració amb més importància religiosa dins del judaisme, fins i tot més que el Yom Kippur (el Dia d'Expiació).
La commemoració es refereix d'una banda a la creació de l'Univers per part de Déu, que va descansar (o, més correctament, finalitzar la seva tasca) en sàbat i, d'altra banda, a l'alliberament dels esclaus israelites d'Egipte.

## Inici del sàbat
El sàbat comença amb la posta de sol del divendres i acaba una estona després de la posta de sol del dissabte (quan tres estrelles són visibles al cel, d'acord amb la tradició)–aquesta prolongació del sàbat té per propòsit donar un marge per assegurar-se que hom no viola la mitsvà (manament) d'observar el sàbat acabant-lo abans de temps.

## Activitats
L'observació es refereix entre altres coses a complir el manament que prohibeix determinades activitats durant el sàbat, anomenades מלאכות (melakhot, sing. מלאכה, melakhà), així com els seus anàlegs i derivats. Les cases de la gent de vegades estan preparades amb diversos enginys i aparells per no haver de trencar les regles d'observança, com per exemple l'ús de temporitzadors per encendre i apagar els llums i la calefacció, o engegar la televisió i sintonitzar-la al canal preferit el divendres a la tarda per la resta del cap de setmana. A més a més, els jueus intenten viure a prop d'una sinagoga, ja que durant el sàbat no poden conduir ni agafar cap transport públic, així doncs, han d'anar al temple a peu.
Òbviament, com és el cas de qualsevol altra confessió religiosa, el grau d'observança dels rituals i costums corresponents varia en funció de cada persona des de nul o gairebé nul, com és el cas dels jueus seculars fins a l'estricte seguiment dels corresponents preceptes en el cas dels practicants ortodoxos.Durant la jornada, es duen a terme diverses activitats, com ara l'oració, reunir-se amb la família o rebre invitats, ballar, anar a passejar, llegir, o jugar a cartes (aquesta última en particular una tradició que, segons algunes fonts, mantenen fins al present els descendents d'Anusim).

## Espelmes
El propòsit del sàbat, des d'un punt de vista litúrgic, no és el descans en si, sinó la commemoració i l'observació, simbolitzats per dues espelmes que s'encenen just abans del començament del sàbat.
Les espelmes de sàbat (en hebreu: נרות שבת) són les espelmes enceses en la nit del divendres abans del vespre per marcar el començament del dissabte jueu. Encendre les espelmes de sàbat és una llei rabínica. L'encesa de les espelmes és duta a terme tradicionalment per la dona de la casa, però en absència d'una dona, es pot fer per un home. Després d'encendre les espelmes, la dona mou les mans sobre elles, es cobreix els seus ulls, i recita una benedicció.

## Menjar
Per dinar és tradicional menjar una mena d'estofat que es diu txólent. La halah (en hebreu: חלה) és un pa trenat especial que es consumeix en sàbat i en les festivitats jueves, excepte durant la festa de Pésakh. Una de les 613 Mitsvot és menjar la halah durant el sàbat. Segons la religió jueva, l'àpat ha de contenir pa, així és que a l'inici de l'àpat, es beneeix la halah com el pa, amb l'oració "hamotzi lechem min haaretz". El significat original de la paraula halah és un petit tros de massa. Tal porció, de la grandària d'un ou, era donada als sacerdots cohanim en l'època del Temple de Jerusalem.